# Концертино для флейты (Шаминад)
Концертино для флейты Op. 107 ре мажор — произведение французского композитора Сесиль Шаминад, написанное в 1902 году. Существуют авторские версии для флейты и фортепиано и для флейты с оркестром. Продолжительность звучания около 8 минут.
Пьеса была написана по заказу Парижской консерватории для выпускного экзамена флейтистов и посвящена профессору класса флейты Полю Таффанелю. Как отмечает современный исследователь, Концертино выдержано в традиции лёгкой салонной музыки XIX века, принадлежа к лучшим образцам этого жанра; партия флейты тяготеет к песенности, партия фортепиано предельно проста.
Среди первых флейтистов, охотно исполнявших Концертино, были Леопольд Лафлёранс и Адольф Энбен. Записи Концертино оставили, в частности, Джеймс Голуэй и Петер Лукас Граф.